# Фрайштадт (округ)
Бецирк Фрайштадт — округ Австрійської федеральної землі Верхня Австрія. 
Округ поділено на 27 громад, з яких 2  міста, а ще 14 — ярмаркові містечка. 
Міста
- Фрайштадт
- Прегартен

Містечка
- Бад-Целль
- Гутау
- Гагенберг-ім-Мюлькрайс
- Кефермаркт
- Кенігсвізен
- Ласберг
- Леопольдшлаг
- Лібенау
- Ноймаркт-ім-Мюлькрайс
- Райнбах-ім-Мюлькрайс
- Санкт-Леонгард-бай-Фрайштадт
- Санкт-Освальд-бай-Фрайштадт
- Трагвайн
- Унтервайсенбах
- Вартберг-об-дер-Айст
- Вайтерсфельден
- Віндгааг-бай-Фрайштадт

Сільські громади
- Грюнбах
- Гіршбах-ім-Мюлькрайс
- Кальтенберг
- Пірбах
- Зандль
- Шенау-ім-Мюлькрайс
- Унтервайтерсдорф
- Вальдбург

## Демографія
Населення округу за роками за даними статистичного бюро Австрії

## Виноски
1. ↑  Statistik Austria. Архів оригіналу за 2 травня 2015. Процитовано 22 червня 2013.

| Австрія | Це незавершена стаття з географії Австрії. Ви можете допомогти проєкту, виправивши або дописавши її. |